# Gryllus lightfooti
Gryllus lightfooti (лат.) — вид прямокрылых насекомых из семейства сверчков. Эндемики США.

## Распространение
Северная Америка: США (Аризона, Калифорния, Нью-Мексико, Техас) на высотах от 73 м до 2 км.

## Описание
Сверчки буровато-чёрного цвета. Отличаются от близких видов (Gryllus sotol, Gryllus transpecos) особенностями морфологии (короткие задние крылья) и акустической коммуникации (пения), короткие церки, которые не длиннее яйцеклада. Вид был впервые описан в 2019 году американскими энтомологами Дэвидом Вейссманом (David B. Weissman; Department of Entomology, Калифорнийская академия наук, Золотые ворота, Сан-Франциско, США) и Дэвидом Грэем (David A. Gray; Department of Biology, Университет штата Калифорния, Northridge, Калифорния). Видовое название дано в честь David C. Lightfoot за помощь в работе.